# 유성 후두개 마찰음
유성 후두개 마찰음(有聲喉頭蓋摩擦音)은 자음의 하나로 후두개에서 조음되는 유성 마찰음이다.